# 遂邑宾兴祠
遂邑宾兴祠，位于中国广东省湛江市雷州市雷城镇广朝北街，为湛江市雷州市的一个市级文物保护单位，类型为古建筑，公布时间为2001年8月17日。
遂邑宾兴祠的历史年代为清代。